# 罗斯托克
汉萨城罗斯托克（德语：Hansestadt Rostock）位于德国北部，人口接近二十万，是梅克伦堡-前波美拉尼亚州最大的城市。瓦尔诺河（Warnow）流经市区，在瓦尔讷明德（Warnemünde，意为瓦尔诺河口）汇入波罗的海。公元600年左右，开始有斯拉夫部落在瓦尔诺河下游定居，瓦尔诺河在入海前约13公里处由窄变宽，早期居民称这一景象为Roztoc，并以此命名其据点，这也是今天城市名称Rostock的起源。罗斯托克是德国在波罗的海沿岸的三大港城之一，也是梅克伦堡-前波美拉尼亚州文化上和经济上最重要的城市，主要经济部门包括造船业、海运业、旅游业和服务业。海滨，港口，汉萨城市的历史，砖石哥特建筑，以及建于1419年的古老的罗斯托克大学勾画出这座城市的特色。罗斯托克的城市格言是“城内一致，众生康乐”（拉丁语：SIT INTRA TE CONCORDIA, ET PUBLICA FELICITAS）。

## 地理

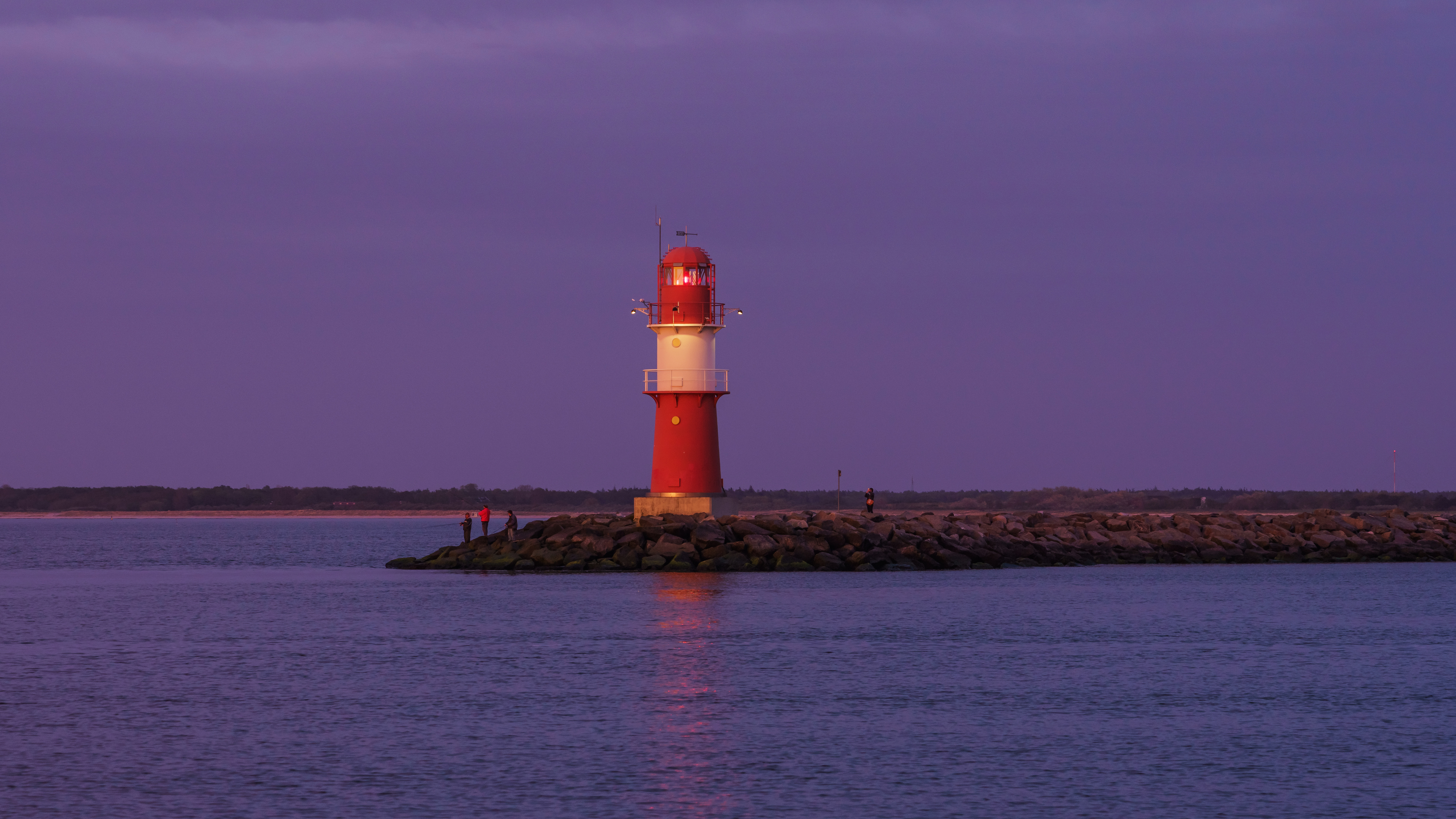
海港入口的灯塔

罗斯托克市区分布于瓦尔诺河下游两岸，从市中心到海岸有13公里的宽阔河道，可以行船。紧邻入海口的河段向东扩为布莱特泠湾，在此建有罗斯托克海港。居民区集中在瓦尔诺河西岸及东岸南部。东岸北部呈现田园风光，有一片6000公顷的叫做罗斯托克海德的滨海林区。
罗斯托克古城区和瓦尔讷明德的地貌随时间推移有明显改变。今天的主干道阿姆施特兰德路（Am Strande，意为“在河滩旁”）一带昔日确实是河滩，亦曾建有通往航道的长桥。古城曾有的护城河在拆除要塞工事之后毫无意义，在市港（市中心的河港）改建时被填平。在一些老照片上还可以看到曾分别坐落于彼得门外和科略佩林门外的两座桥梁，附近曾建有菲舍尔港，及煤炭码头所在的黑德格港，位于现在的黑德格半岛。瓦尔诺河在瓦尔讷明德曾经改道，布莱特泠湾在海港扩建时也有所变化。
罗斯托克在陆地上只与巴特多伯兰地区相邻，这一地区的大部分被称为罗斯托克的卫星区，二十世纪九十年代以来在此出现了很多新住宅和新企业，吸引了部分城市居民。

## 历史

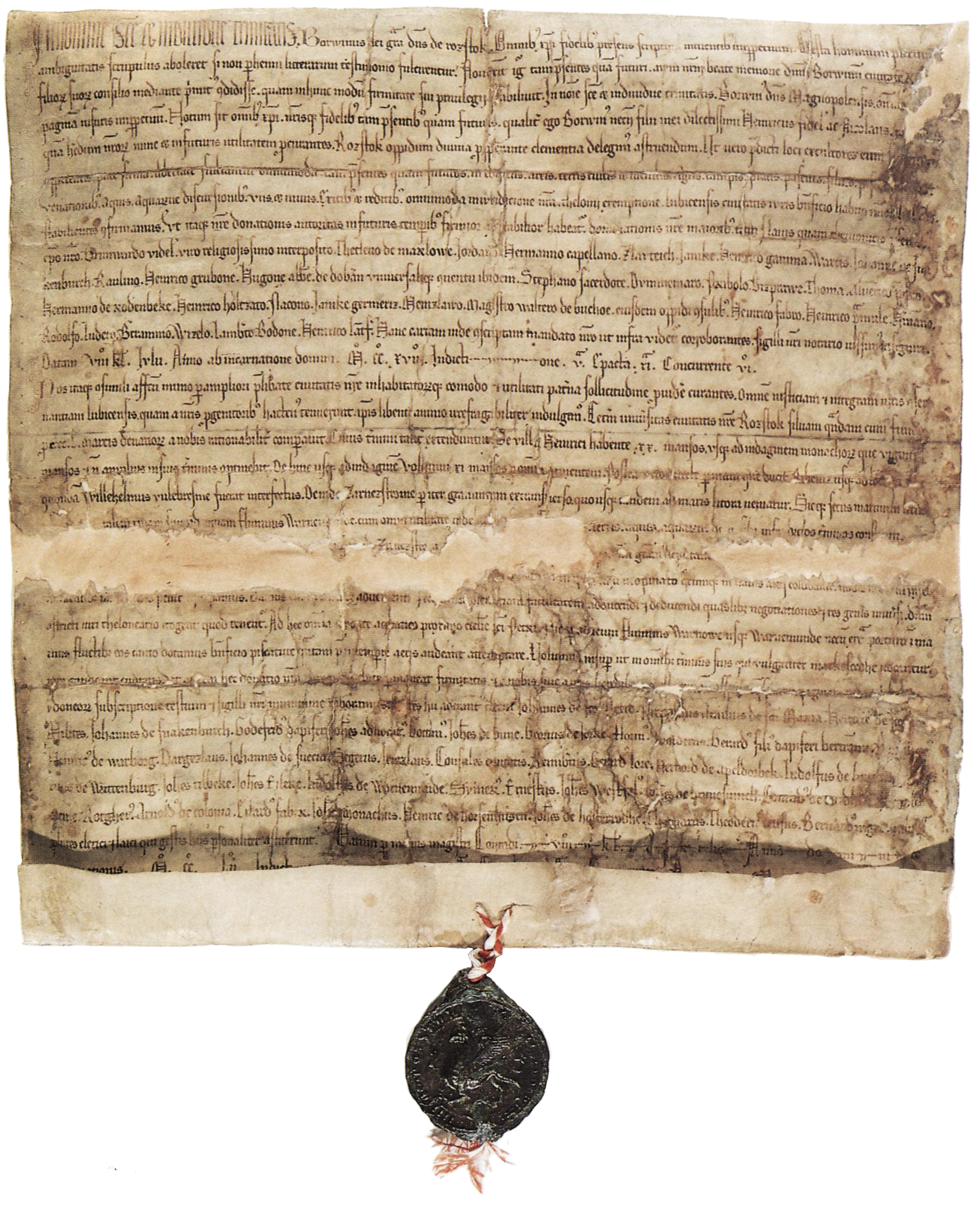
1218年城市权认可公文

罗斯托克的建城史与梅克伦堡统治家族的起源史息息相关。城市建立之前，大约公元600年，一些斯拉夫部落迁到瓦尔诺河畔建立据点，先是属于传说民族维尔策的库依齐那人，之后是文德人，统治梅克伦堡的家族正是出自文德人中的阿波德利特一系。1147年，萨克森公爵狮子亨利发动了针对文德人的十字军战争，之后丹麦人也参与进来，与萨克森人结成同盟。丹麦国王瓦尔德马尔一世从1159年到1185年屡次派遣舰队进攻文德人，以解除其对南丹麦岛屿的威胁。著名丹麦历史学家萨克索·格拉马提库思在他的16卷丹麦史《丹麦人的业绩》（gesta danorum）中首次提及罗斯托克：1161年，在瓦尔德马尔一世的率领下，萨克森人的盟友丹麦人摧毁了斯拉夫人的王侯城堡罗斯托克（urbs roztoc）。但不久此地即得以重建，而且拥有了一个贸易区，很多手工业者和商人来此发展。据史书记载，1189年此地建有城堡，市场，以及牧师是德意志人的圣克雷门斯教堂。  
1200年左右，这一地区因为人口的增长显得过于拥挤，于是信奉基督教的德意志移民选择了一处与这片河畔低地邻近的对岸高地，依照吕贝克的模式建立新区，成为罗斯托克历史中的第一个城市核心，其代表建筑是老市场和圣彼得教堂（当时大概只是一座木制小教堂）。 
罗斯托克很快发展为梅克伦堡实际的核心城市。1214年丹麦国王瓦尔德马尔二世从神圣罗马帝国皇帝腓特烈二世手中攫取了梅克伦堡的分封权。1218年，圣彼得教堂周围的新区首次被史书证实：在一份流传至今的1218年6月24日签署的公文中，梅克伦堡侯爵及罗斯托克领主海因里希·博尔文一世认可罗斯托克享有吕贝克式的城市权，这个日期如今被当作城市的实际生日。接下来的几十年城区继续扩展，1232年新市场和圣玛丽亚教堂所在的中城区建成，1252年忽布市场和昔日圣雅克比教堂所在的新城区建成。

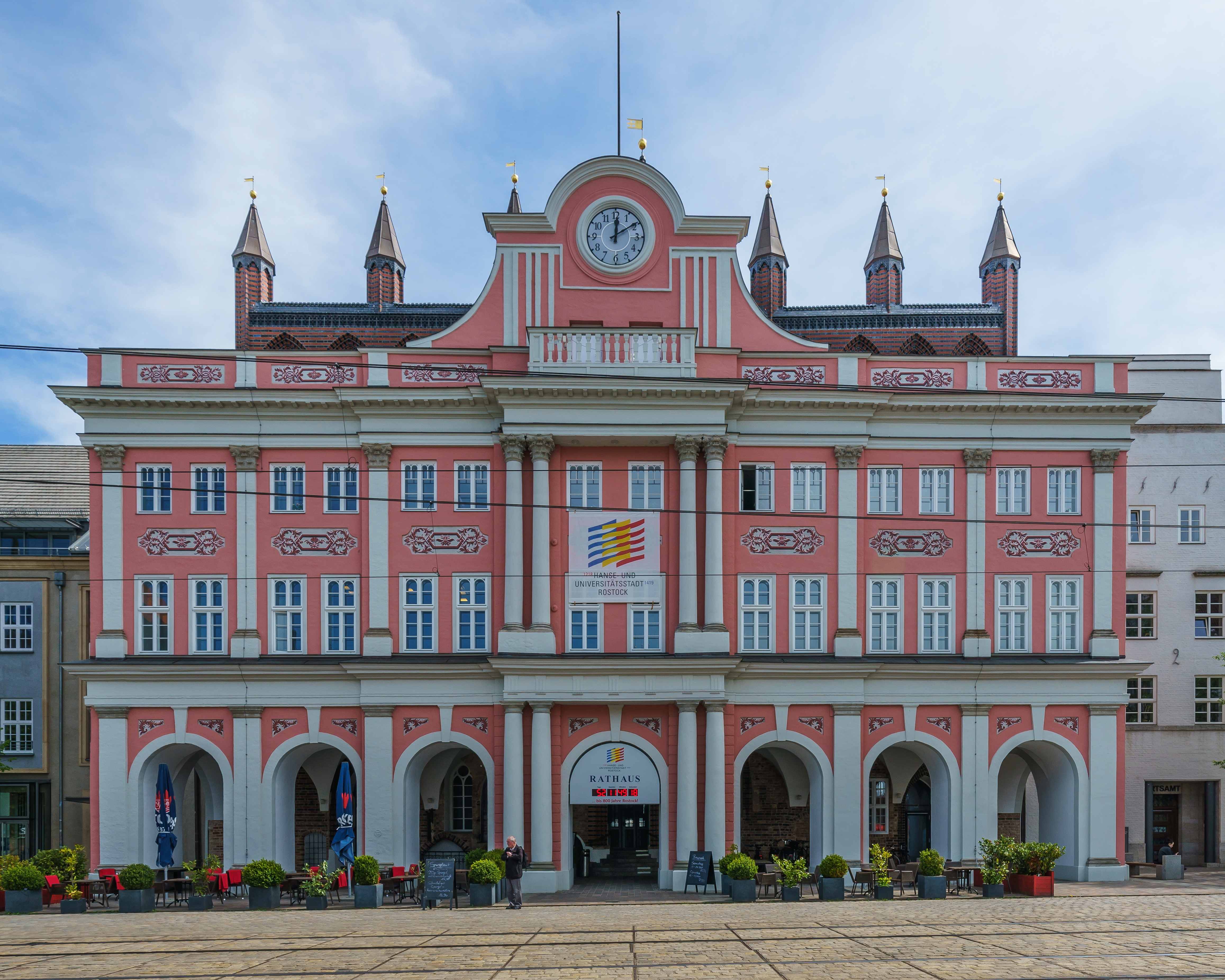
罗斯托克市政厅

1251年，丹麦国王阿贝尔授予罗斯托克与此前授予吕贝克的同等的贸易特权。1252年，在新城区建成前后，罗斯托克的城市权再次被认可，并批准了关税豁免权，这也是此后城市实力壮大的基础。
罗斯托克的几个城区于1265年正式合并，新市场成为城市的中心，还修筑城墙加强防御。城墙以内的区域约一平方公里是传统意义上的市区，即古城区，直到十九世纪市区才向城墙外扩展。
罗斯托克的汉萨传统始于1283年，是年，吕贝克、维斯马、罗斯托克、施特拉尔松德、格赖夫斯瓦尔德、斯德丁、德明、安克拉姆八个城市和几位侯爵缔结罗斯托克永久和平盟约，汉萨同盟的文德商区由此建立。1323年，罗斯托克从丹麦人手中买下了小渔村瓦尔讷明德，得到了出海口。1325年和1358年，罗斯托克先后获得了铸币权和完全司法权，成为汉萨同盟中举足轻重的成员。可以证明城市重要地位的事件是：1419年北欧最古老的大学之一罗斯托克大学由教宗马丁五世许可在此成立 。
罗斯托克直到1669年最后一届汉萨大会都是汉萨成员，而王侯对城市的控制强化所导致的汉萨同盟的衰落也体现在罗斯托克的历史中。1484年教宗因诺森八世在一则教谕中宣布圣雅各比教堂为天主教机构，此举受到一些罗斯托克人抗议，引起从1486年持续到1491年的教堂争端，什未林的公爵以此为由处罚城市，抬高捐税，从市民中征兵充实梅克伦堡军队。1487年拉策堡主教将罗斯托克革出教会，大学因而迁往吕贝克，次年教宗又允许大学返回罗斯托克。

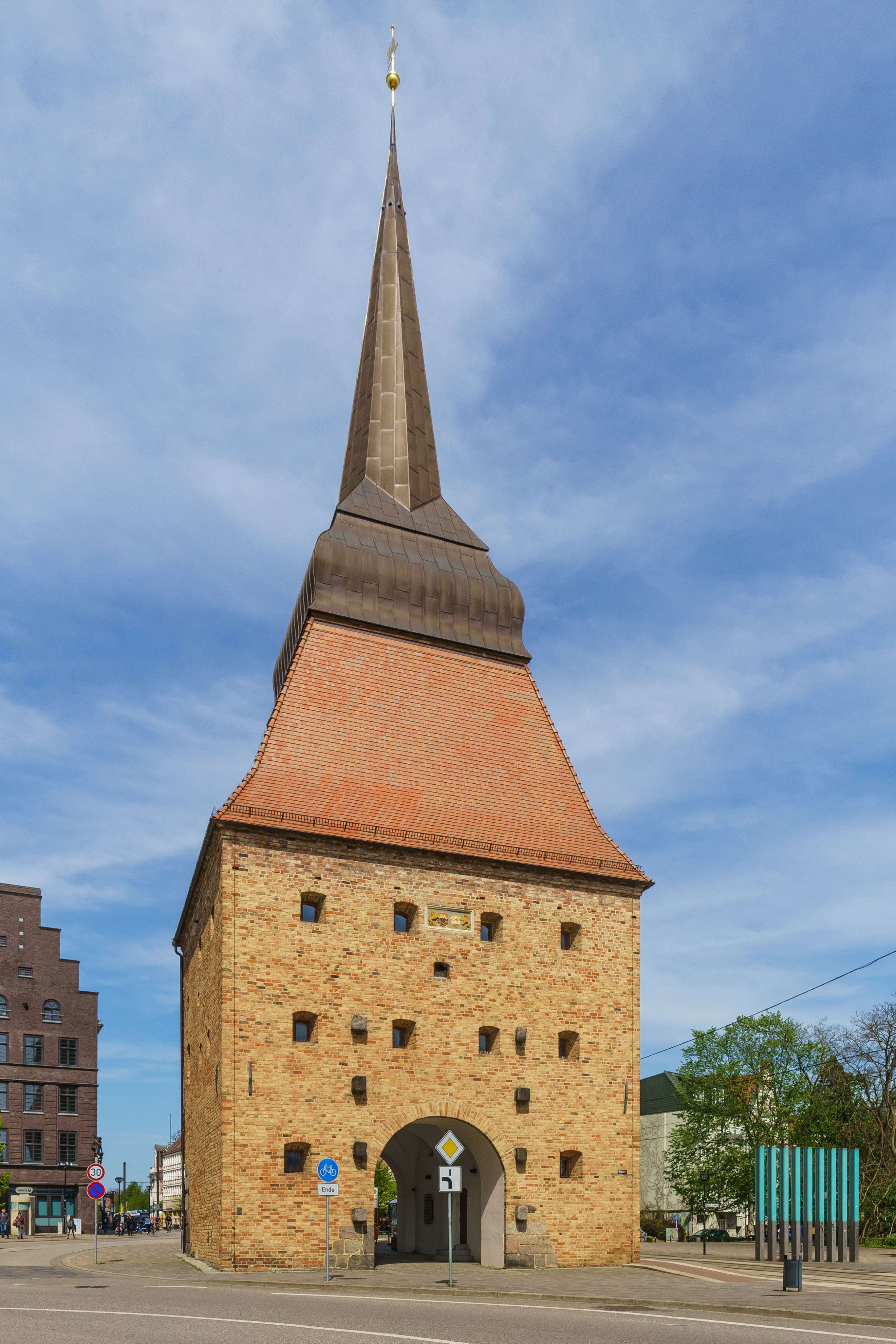
施泰因门

1520年左右，马丁·路德的宗教改革学说传入罗斯托克，改革相对迅速的得以实施。1531年，市议会决定将路德学说应用在宗教活动中。
1565年城市和公爵之间又产生纠纷，其后果影响深远。纠纷起因和有利于公爵的啤酒股份有关，争执过程中，罗斯托克拒绝对公爵约翰·阿尔布莱希特一世进行形式上的宣誓效忠，于是公爵率五百骑兵前来质问，并下令拆除施泰因门、部分城墙和一处防卫塔，以准备石料修建一个便于他控制城市的要塞。1573年，第一次罗斯托克继承条约签订，确保了领主对城市数百年的世袭统治及最高裁判权，总算平息了这场风波。市民们于翌年早春拆除了要塞，之前被公爵拆除的设施于1575年到1577年间重建，新的施泰因门带有荷兰式的文艺复兴风格。施泰因门内侧可以看到一句拉丁文格言SIT INTRA TE CONCORDIA ET PUBLICA FELICITAS，意为“城内一致 众生康乐”，隐约表达出对公爵的反感。1584年的第二次罗斯托克继承条约又让城市交出一些往日享有的特权，罗斯托克曾试图像吕贝克一样变成神圣罗马帝国的直辖市，然而继承条约让这个愿望遥不可及。

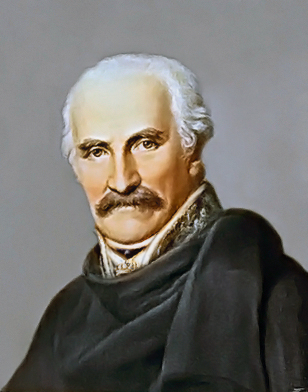
布吕歇尔

在导致汉萨同盟崩溃的三十年战争中，罗斯托克几经易手和劫掠，饱受苦难，纠纷种种。瑞典国王古斯塔夫·阿道夫控制了瓦尔讷明德，征收关税。神圣罗马帝国一方的华伦斯坦在罗斯托克修筑了工事，作为其征服波美拉尼亚行动的基地，但1631年城市又落入瑞典人之手。战争让城市陷入财政困境，而1677年的大火让城市彻底失去了政治上和经济上的重要地位。城市人口从1594年的14800人缩减到1677年的5000人。北方战争和七年战争让城市更加衰败，梅克伦堡公爵又于1755和1788年提出新的继承条约保障对城市的控制。
罗斯托克在十八世纪末才开始缓慢复兴。1806年梅克伦堡被法国人占领，罗斯托克不得不屈服于大陆封锁令的各项条款，市民也要承担在拿破仑军队服役的义务。然而有一个罗斯托克人站在反法同盟一侧，这就是出生在罗斯托克托伊藤温克尔的普鲁士陆军元帅格布哈德·列博莱希特·冯·布吕歇尔，滑铁卢战役中，布吕歇尔率领的普军是击败拿破仑的决定性力量。

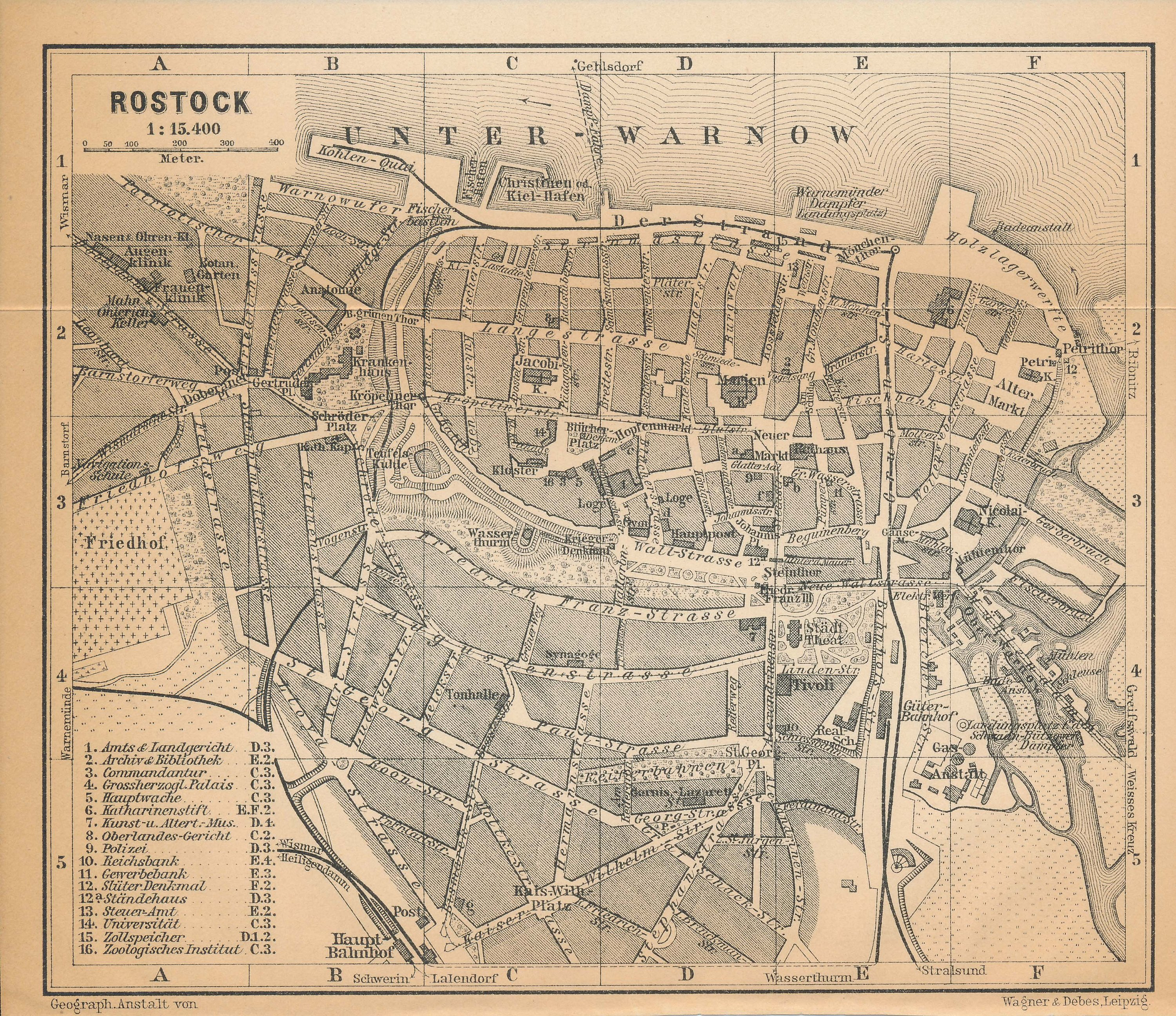
1910年的罗斯托克市区

十九世纪，全面工业化给城市带来了新的财富，体现在这一时期出现的建筑设施中。1830年左右，罗斯托克人在城外修建了别墅区（即施泰因门城前区）和工人区（即科略佩林门城前区），同一时期，瓦尔讷明德业发展成为德国最重要的一处海滨疗养场所。
1852年，德国第一艘螺旋桨蒸汽船在罗斯托克制造成功。1870年，大学的新建主楼交付使用。1891年，尼普顿造船和机械股份公司成立，这也是梅克伦堡的第一个大型工业企业。弗里德里希·维特化学厂等其它工业设施，农业机械制造，建筑业，以及行政和银行机构的发展，也为城市的崛起做出了贡献。
迅速的工业化也产生了一些负面影响。第一次世界大战中，对境遇不满的贫苦工人要求停战，以及铲除梅克伦堡的半封建制度。罗斯托克人民参与促成了梅克伦堡的民主化和大公统治的终结。罗斯托克的第一部民主基本法的首要内容即是废止妨碍城市自由发展的1788年继承条约。
二十世纪二十年代，城市继续工业化。1922年，恩斯特·海因克尔的飞机制造厂在罗斯托克成立，1933年成为德国的重点军工企业，1939年在这里研制成功世界上第一架涡轮驱动喷气式飞机海因克尔He178。城市人口从1890年的44000人增长至1939年的121000人。

第二次世界大战中，罗斯托克的军工企业引来了盟军对城市的轰炸。1942年，英国空军袭击了海因克尔公司和阿拉多公司的设施以及其它目标，一处潜艇工厂和两处飞机工厂被摧毁，大片市区也被破坏。1945年5月1日，苏联红军占领了罗斯托克。飞机制造厂残余的设备被运往苏联作为赔款。尼普顿船厂被重建，不久又在瓦尔讷明德建成了瓦尔诺船厂，在战后初期这两座船厂的收益均用于支付赔款。

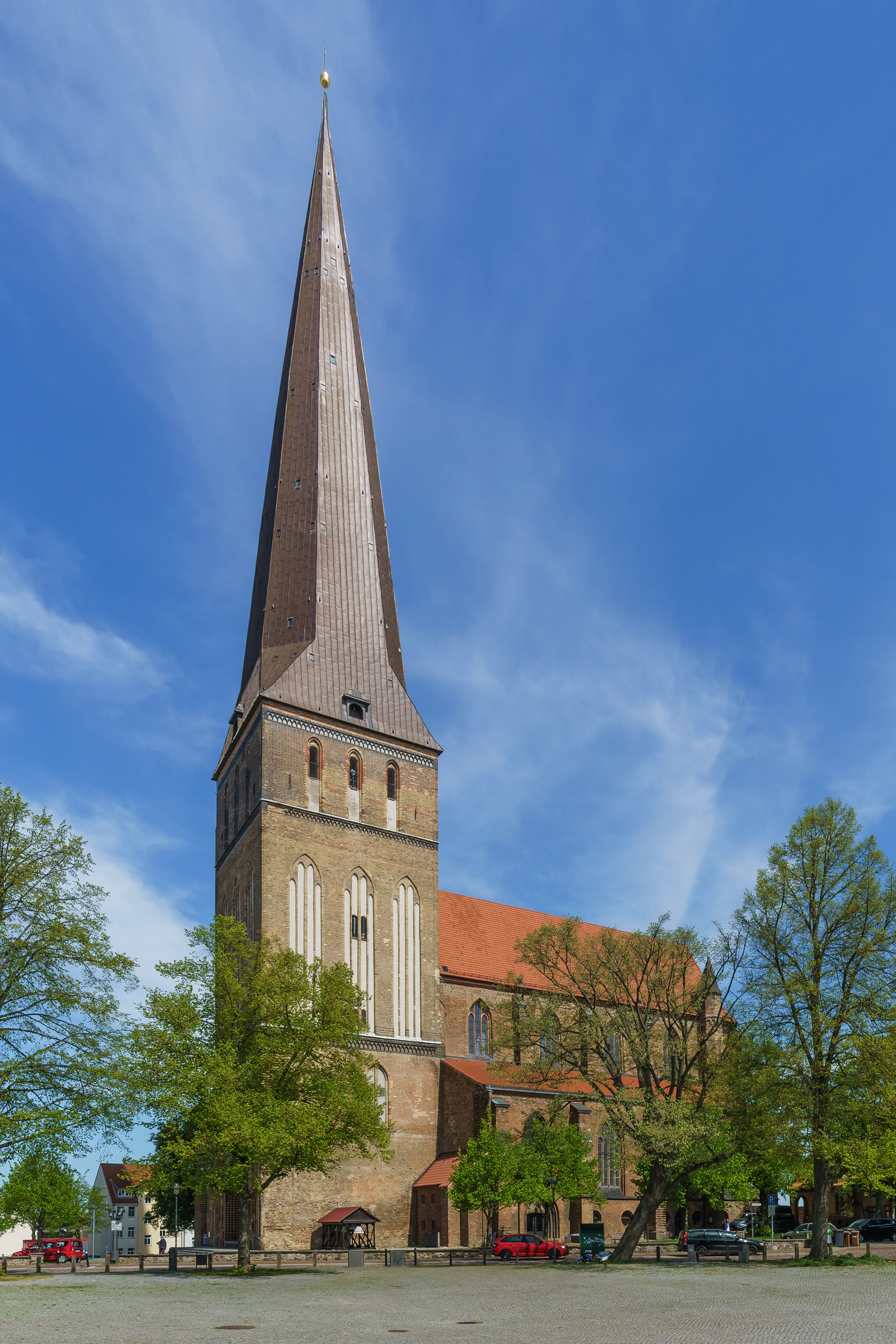
圣彼得教堂

1950年，城市人口又恢复到战前水平。在市区的重建工作中，城市剧院等很多建筑无法挽救，而圣雅克比教堂等一些可以挽救的建筑根据新的市区规划被拆除。1953年开始在罗伊特斯哈根修建战后第一个斯大林风格的新式建筑区。
1952年民主德国的沿海地区规划为罗斯托克大区，罗斯托克成为首府，并在几年中发展成为民主德国的造船和航运中心。在船厂以外又成立了狄塞尔发动机厂、渔业联营公司和德意志海运公司。战后初期，民主德国没有大规模海港，于是从1957年到1960年，在罗斯托克修筑了远洋港口，同时海事高等教育得到发展，大学成立了造船系，瓦尔讷明德造船技术学院与伍斯特罗航海学院合并办学。经济的繁荣吸引了大量新移民，1988年，城市人口数超过二十五万。
1990年德国统一后，德国罗斯托克的市容和基础设施得到改善。一些古迹进行了维修，例如圣彼得教堂塔顶的重建。2000年，城市人口数回落到二十万左右，之后趋于稳定。近年来，罗斯托克致力于发展经济和国际交流，曾承办2003年的国际园艺博览会，与莱比锡联合申办2012年奥运会，汉萨航海节也是城市面向国际的一项重要活动。

## 友好城市
- 波兰什切青
- 芬兰图尔库
- 法国敦刻尔克
- 拉脱维亚里加
- 比利时安特卫普
- 丹麦奥尔胡斯
- 瑞典哥德堡
- 挪威卑尔根
- 保加利亚瓦尔纳
- 克罗地亚里耶卡
- 德国不来梅
- 中国大连[1]
- 美国拉利

## 政治
罗斯托克的市民议会是市民的代表机构，议员由市民直接选举产生，五年一届。目前的市民议会共53席，其中德国基督教民主联盟和民社党各13席，社民党11席，绿党6席，自民党和罗斯托克社团各3席，其它组织4席。2002年，罗斯托克市长由议会间接选举产生改为直接民选产生，现任市长罗兰德·梅特灵于2005年2月27日当选。市民议会主席和市长共同代表城市。
罗斯托克有八个行政区，负责管理下属31个小区的日常事务。此外还设有市民议会下属的19个市民代表处，负责回复咨询和听取民意。青年机构和社会机构正在计划分派到各行政区，以向市民提供便利。

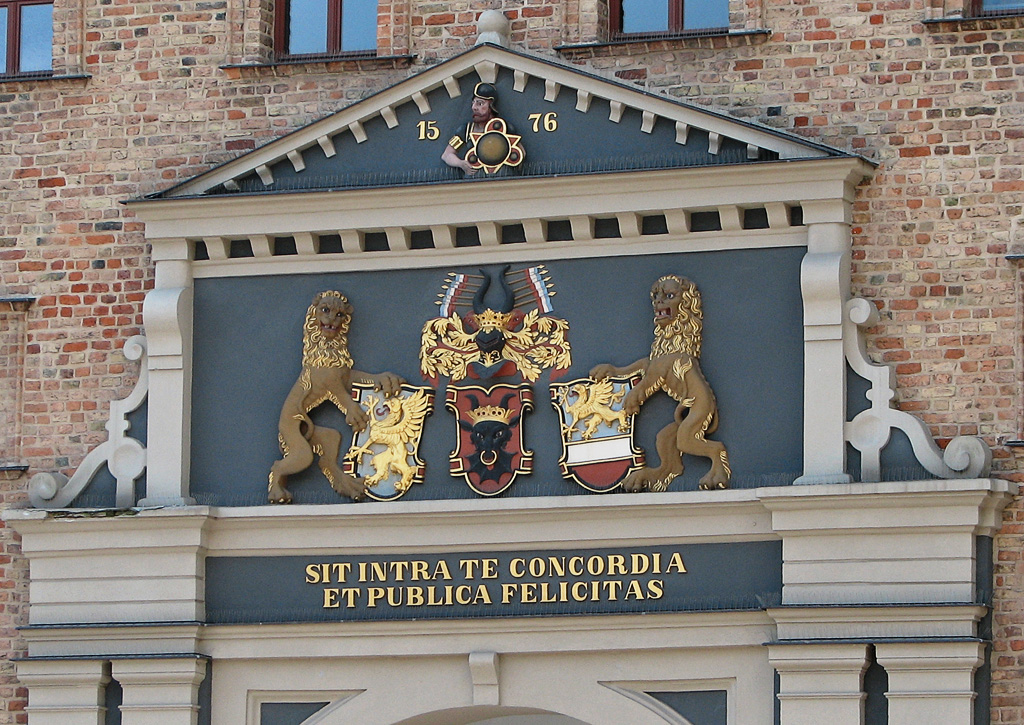
三种徽章：从左至右分别是Secretum，Sigillum，Signum。

## 徽章旗帜标识
罗斯托克历史上使用过三种徽章。最早出现的一种叫做Sigillum，图案是戴着王冠的牛头，1257年开始作为城市印章，后来又成为梅克伦堡的徽章。叫做Secretum的徽章于1307年开始使用，图案是一头狮鹫。城市现在使用的是产生于1367年的叫做Signum的徽章，由象征文德领主的蓝底金色狮鹫和象征汉萨同盟的银红色带组成。在施泰因门内侧可以看到这三种徽章的浮雕。
现在的市旗于1991年启用，图案设计参照Signum徽章，旗面长宽比5:3，蓝银红三色比例为2:1:1，狮鹫朝向旗杆方位。城市标识也源自Signum徽章，于1993年启用。

## 交通

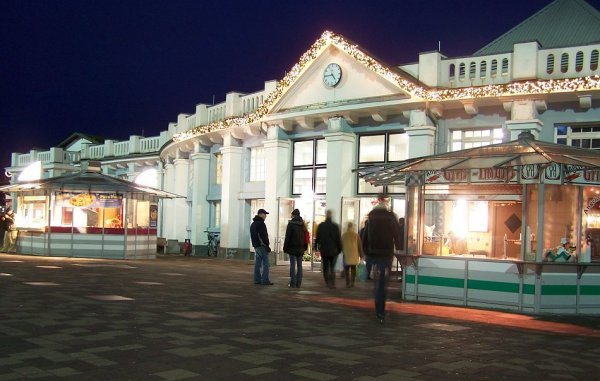
罗斯托克列车总站的北站口建筑

高速公路A19、A20以及国道B103、B105和B110将罗斯托克连入德国公路网。主要列车线路通往汉堡、卡尔斯鲁厄、巴塞尔、慕尼黑、柏林和莱比锡。
罗斯托克海港是仅次于吕贝克海港的德国第二大波罗的海港口，多年以来在客运业务上成绩卓越，是通往丹麦、瑞典、拉脱维亚、芬兰、爱沙尼亚和俄罗斯的旅行交通枢纽。罗斯托克-拉格机场已开通数条德国国内航线，另有包机业务将罗斯托克同欧洲多个地点相连。
罗斯托克的市内公共交通始于1881年，最初是轨道马车，1904年有轨电车开始投入使用。目前市内有六条电车线路和二十多条汽车及夜车线路运营。2021年7月21日，满载100个标箱出口货物的75008次中欧班列，从铁路义乌西站启程，以铁海联运的运输组织方式，驶向罗斯托克港。

## 企业
罗斯托克的主要工业企业有机械厂，尼普顿船厂，阿克尔瓦尔诺船厂，以及诺尔德克斯公司的风力发电机厂，利勃海尔集团的海运起重机制造厂，卡特彼勒公司的装配厂。
航运企业有斯堪德莱恩斯海运公司，德意志海运公司，阿依达巡游海运公司。
罗斯托克啤酒厂也是知名企业，2006年罗斯托克比尔森啤酒第四次获得德国农业协会的金奖。

## 媒体
在罗斯托克出版的日报有《波罗的海报》，《北德新闻》，以及《图片报》的梅克伦堡-前波美拉尼亚版。此外还有一些广告类报纸和月刊出版。
广播电视机构有北德广播公司的地区演播室，罗斯托克电视台，罗斯托克公开频道，罗洛广播电台，波罗的海之声，梅克伦堡-前波美拉尼亚电台的地区播音室 。

## 教育和研究

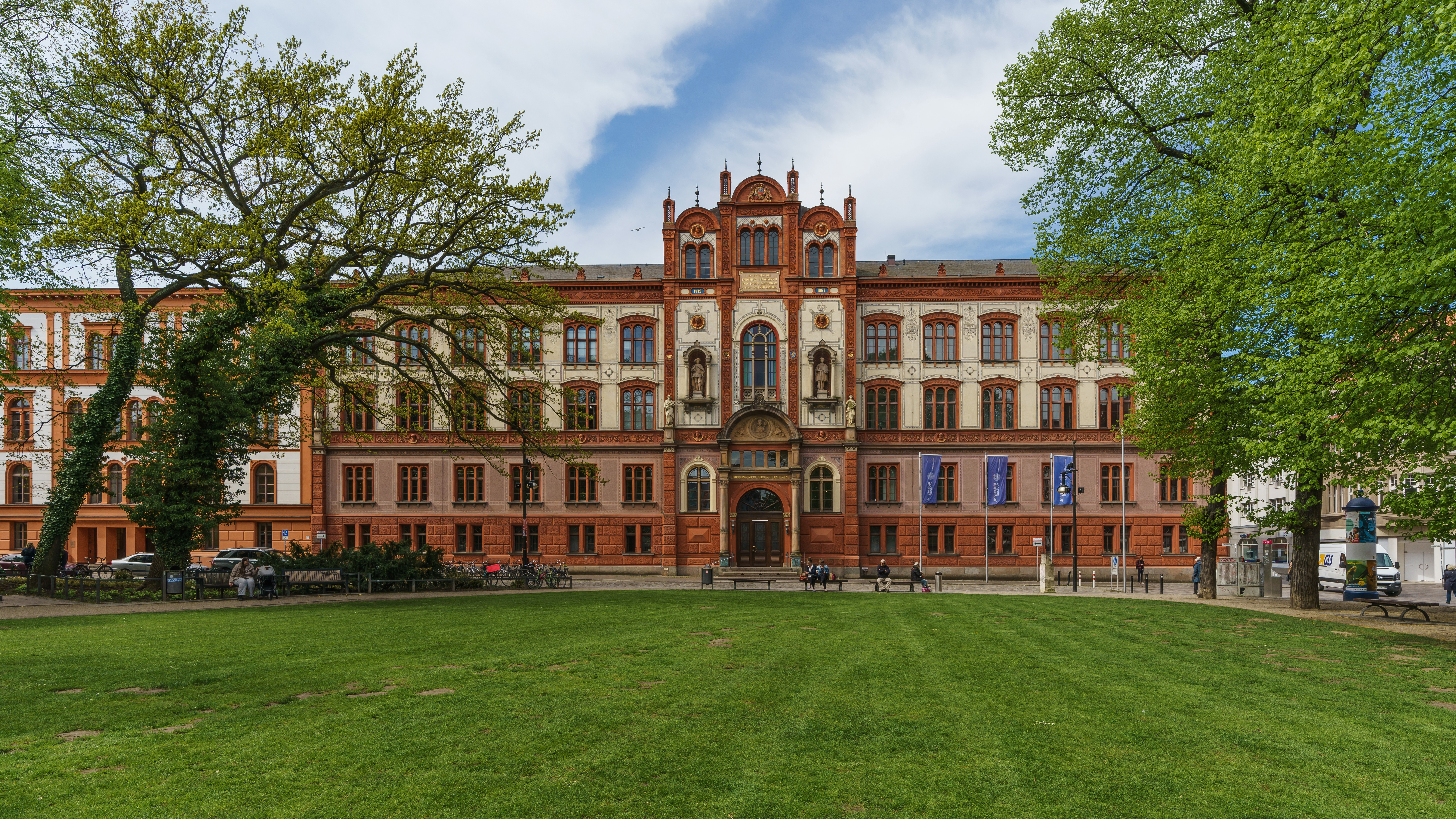
大学主楼

罗斯托克大学是城市最重要的教育机构，建于1419年，现有九个系，五十个专业，在校生约一万五千人。音乐和戏剧高等学校建于1994年，有一些和大学合作的课程。维斯马高等学校的航海系位于瓦尔讷明德，以原伍斯特罗航海学院为基础，设有现代化的航海模拟中心。
驻在罗斯托克的重要研究机构有马克斯·普朗克协会的人口统计学研究所，弗劳恩霍夫协会的图像数据处理研究所和生产技术大型构件应用中心，附属于大学和莱布尼茨学会的莱布尼茨催化研究所以及莱布尼茨波罗的海研究所。
其它教研设施包括多所中小学校，职业学校，天文台和图书馆。

## 旅游景点

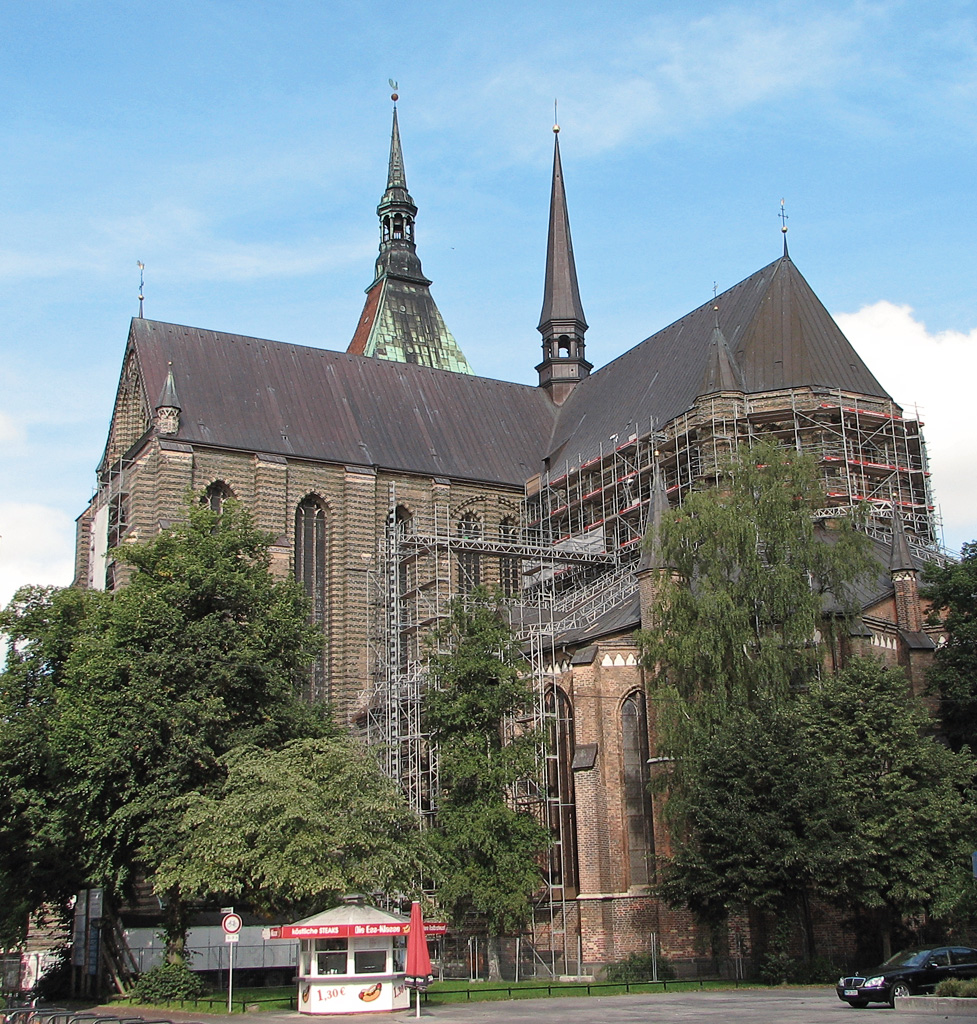
圣玛丽亚教堂

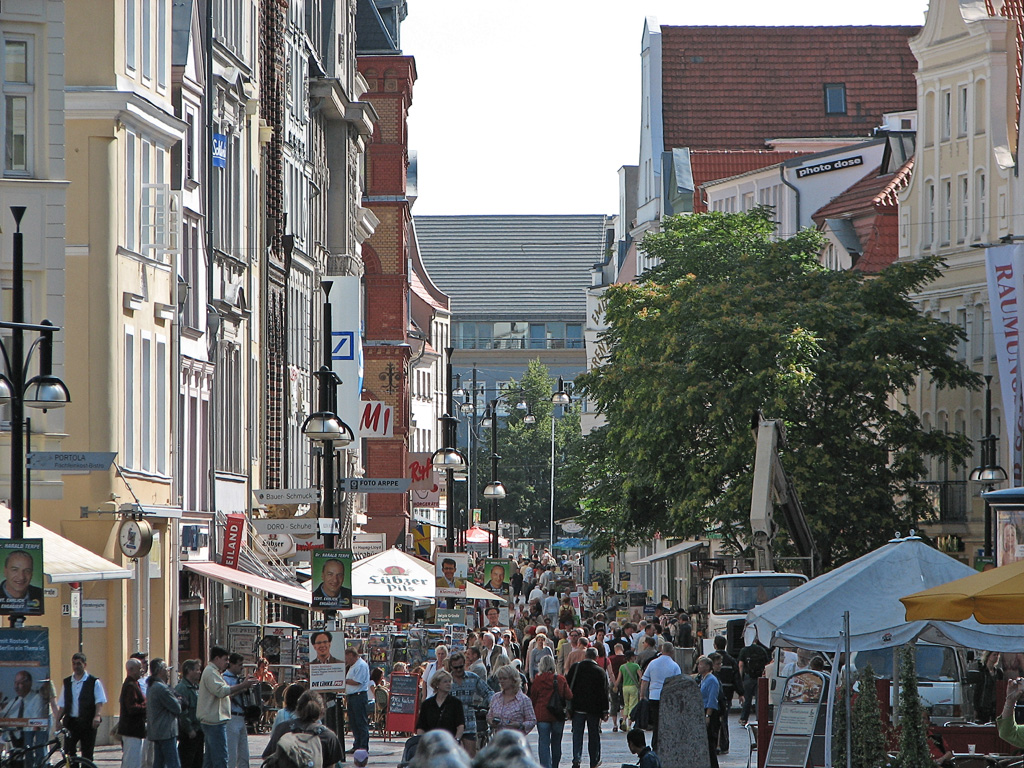
科略佩林街

在罗斯托克可以看到很多汉萨时代的砖石哥特式建筑。中世纪古城的施泰因门，科略佩林门，门兴门，库门，以及几段城墙保存完好。古城内的主要景点有：
- 圣玛丽亚教堂，位于古城中心，临近新市场和山羊市场，建于十三世纪，是一座壮丽的砖石哥特式教堂，大厅平面为十字型，教堂内部建筑以1379年制成的天文钟为代表。

- 圣尼古拉教堂，位于古城东南端，亦建于十三世纪，在二战中严重破损，修缮之后主要用于举办音乐会，因为教堂声响效果甚佳。

- 聖伯多祿教堂，位于古城东端，建于十四世纪，塔楼高117米，曾有导航作用。

- 市政厅，位于新市场东侧，十三世纪首建，为砖石哥特风格，十八世纪改建，增加了巴洛克风格的门面和宴会厅。

- 科略佩林街，从新市场延伸到科略佩林门，是城市的主要步行街。

- 大学广场，在科略佩林街中段，建有一座布吕歇尔纪念像，广场附近有大学主楼，巴洛克厅，生活之趣喷泉等建筑。

- 圣十字修道院，与大学主楼相邻，1270年由丹麦女王玛格丽特创建，1976年在此开办文化历史博物馆。

还有两座教堂位于古城外：即科略佩林门城前区的圣灵教堂和瓦尔讷明德的新教教堂。古城区和瓦尔讷明德海滨是罗斯托克的主要旅游观光场所。此外园艺博览会园区，动物园和林区也是值得一去的地方。

## 体育

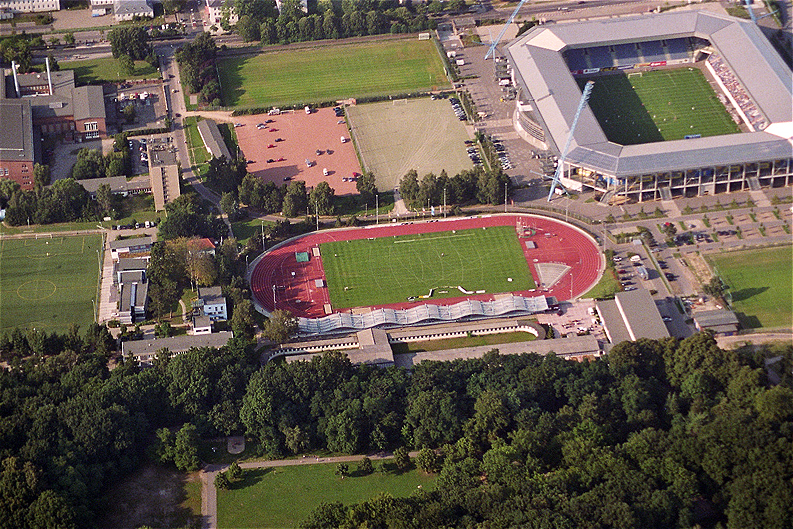
罗斯托克队主场波罗的海体育场(右上)和附近体育场馆

汉莎罗斯托克足球俱乐部被比喻成梅克伦堡-前波美拉尼亚州的体育灯塔之一，创建于1965年，德国统一后长年参加德国足球甲级联赛，在2004/2005赛季降入乙级。现任主教练弗兰克·帕格尔斯道夫，曾在1995年率罗斯托克队升入甲级。汉堡队主教练托马斯·道尔和德国国脚奥利弗·诺伊维尔都曾在罗斯托克队效力。
其它体育团体包括：罗斯托克恩波尔手球俱乐部，罗斯托克冰球俱乐部，飞盘俱乐部，田径协会。
可在罗斯托克举办的体育赛事种类包括：足球，手球，田径，柔道，摔跤，游泳，跳水，水球，帆船，以及其它水上运动。

## 知名人士
自1990年，汉萨城市罗斯托克授予为城市作出贡献的人士五种荣誉：名誉市民奖，载入名誉图册奖，文化奖， 环境奖，社会奖。其中授予名誉市民的活动在1816年就已开始实行，至今共有21人获得这项荣誉。首位名誉市民是普鲁士陆军元帅格布哈德·列博莱希特·冯·布吕歇尔，最近一位名誉市民是作家瓦尔特·科姆博夫斯基。
其它曾在罗斯托克生活的知名人士有：
- 第德里希·乔治·巴普斯特，低地德语作家
- 达维德·库伊特罗伊斯，神学家，历史学家，1563年成为罗斯托克大学校长
- 恩斯特·海因克尔，工程师，在罗斯托克建立飞机制造厂
- 乌尔里希·冯·扈腾，人文主义者，在罗斯托克发表首篇著作
- 乌维·约翰森，作家，曾在罗斯托克学习日耳曼语言文学
- 海因里希·米勒，作家，神学家
- 汉斯·约阿希姆·帕布斯特·冯·奥海因，海因克尔飞机制造厂的总工程师，研制成功世界第一架涡轮驱动喷气式飞机
- 弗里茨·罗伊特，低地德语作家，曾在罗斯托克学习，罗伊特斯哈根区即是以他命名
- 莫里茨·施利克，哲学家
- 约阿希姆·斯吕特，宗教改革家
- 约翰内斯·特罗延，作家